# Żeglarstwo lądowe

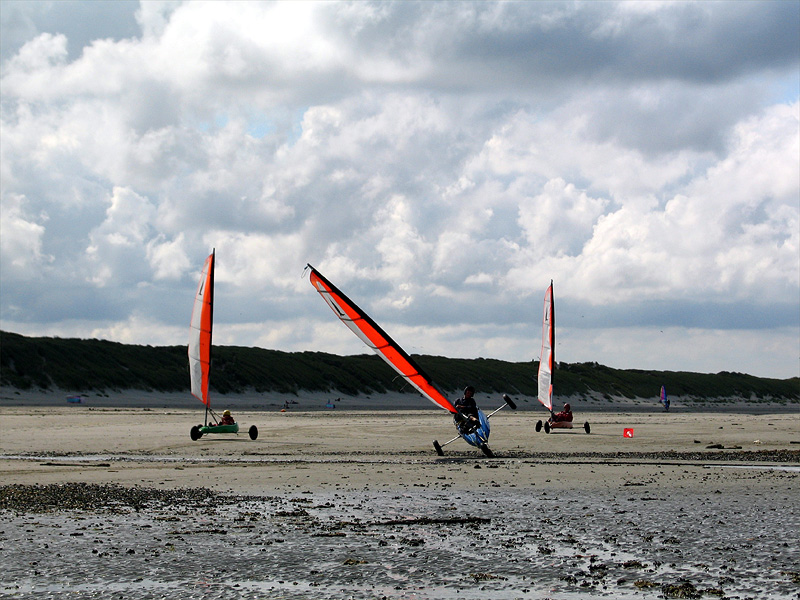
Żaglowóz

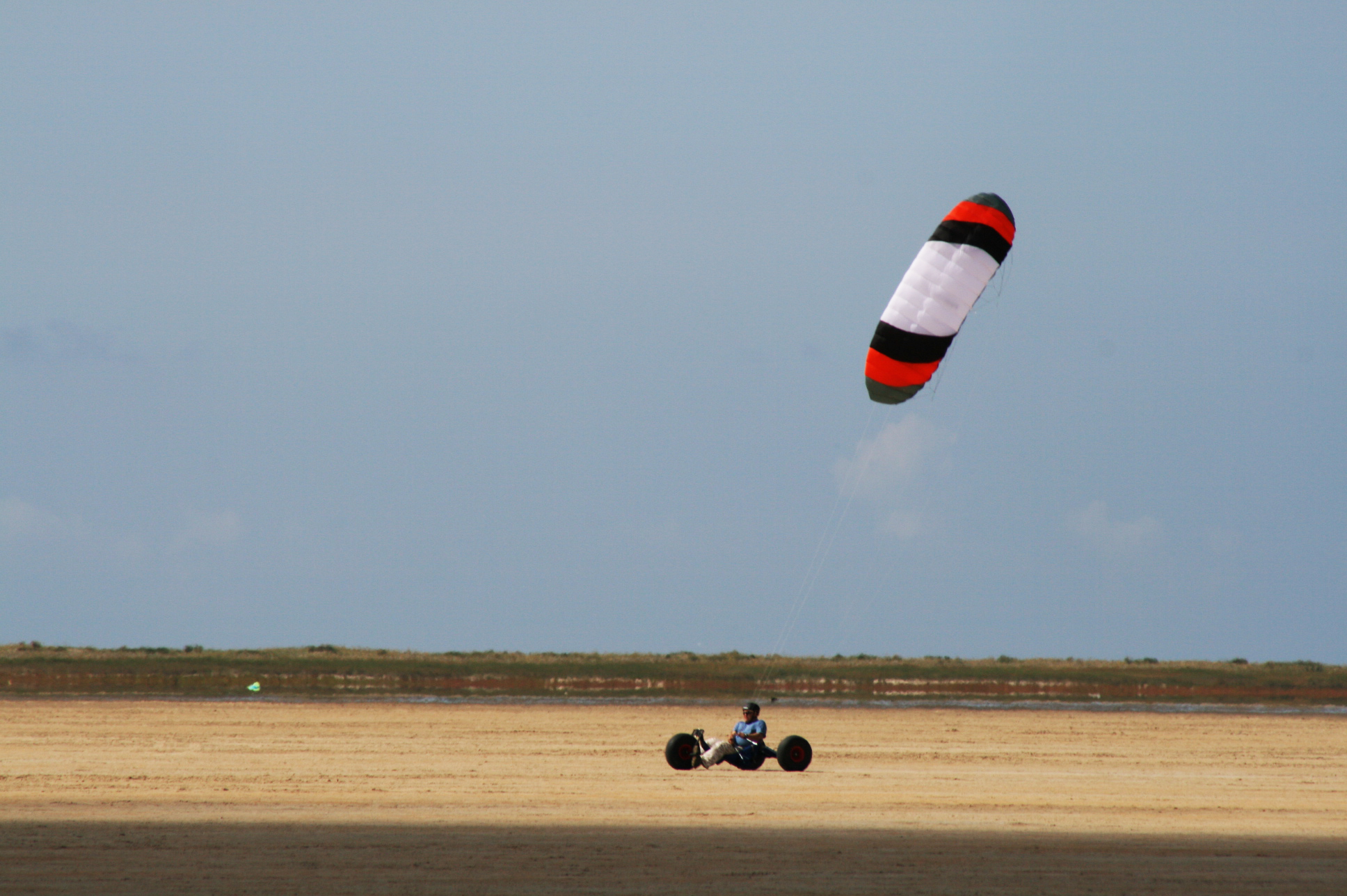
Buggykiting

Żeglarstwo lądowe – żeglowanie po ziemi z użyciem pojazdu zaopatrzonego w koła i żagiel lub latawiec.
Sport ten jest praktykowany zazwyczaj na wyschniętych jeziorach Ameryki Północnej, jak również na plażach, szczególnie odpływowych, w Europie (Francja, Wielka Brytania, Irlandia, Dania).
Istnieją dwie odmiany tego rodzaju żeglarstwa:
- z użyciem żaglowozu – pojazdu przypominającego w budowie bojer, który zamiast płóz posiada koła oraz jest napędzany tradycyjnym żaglem
- buggykiting – uprawiany za pomocą specjalnego wózka nazywanego kite buggy napędzanego latawcem.

Według klasyfikacji International Federation of Sand and Land Yachting istnieje 8 klas sportowych żeglarstwa lądowego. Klasy od I do VII uprawiane są za pomocą żaglowozów, zaś buggykiting jest klasą VIII.